# Compagnia Ferroviaria Italiana
Compagnia Ferroviaria Italiana (CFI) è un'impresa ferroviaria italiana fondata nel 2007.
Ha sede operativa, legale e commerciale a Roma, mentre quella amministrativa è a Terni.

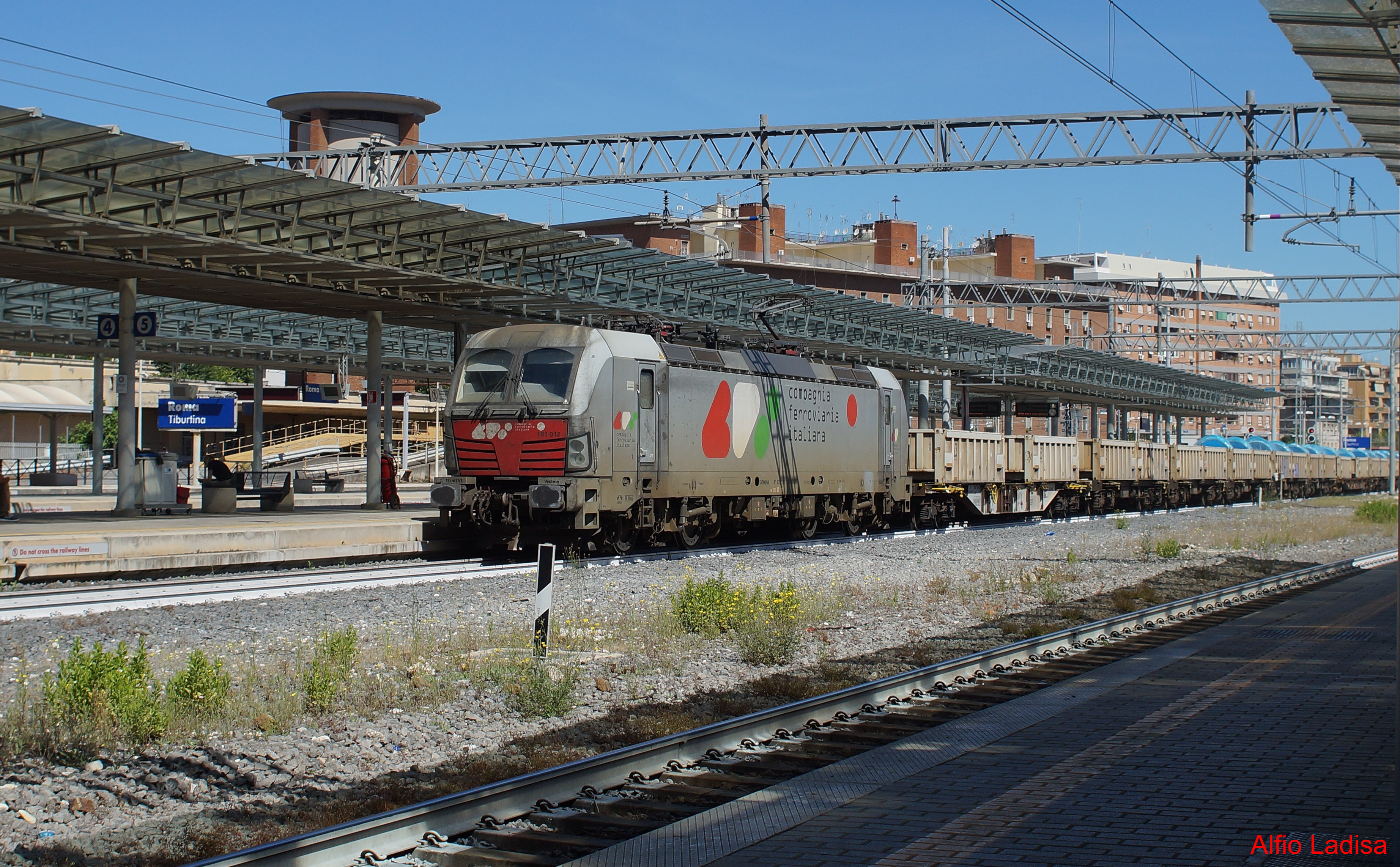
Treno merci CFI

## Settori di attività
L'azienda opera nel settore del trasporto merci, fornendo numerosi interporti, piattaforme logistiche, scali e terminal in Italia e in Europa; in particolare CFI opera come impresa ferroviaria, offrendo servizi di formazione, verifica, condotta e scorta di treni con proprio personale e mezzi di trazione anche verso altre imprese.
Fra i primi servizi dell'impresa figurano quelli per conto di SADA, operatore intermodale proprietario di due terminal a Fiorenzuola e Piedimonte San Germano nel cui capitale CFI entrò nel 2012.
Un altro cliente significativo è Acciai Speciali Terni, che origina flussi di materiali metallici verso Mestre e il porto di Civitavecchia. Ulteriori flussi di traffico si sono avvicendati via via negli anni, talora in collaborazione con altri operatori e imprese ferroviarie: tali trasporti sono costituiti da traffico intermodale, automotive e materie prime di importazione.

## Storia
La società venne fondata nel 2007, da Giacomo Di Patrizi e un gruppo di imprenditori privati, ottenendo l'anno successivo la licenza impresa ferroviaria e iniziando l'anno successivo a svolgere corse di abilitazione con locomotive prese a noleggio da altre imprese al fine di ottenere il certificato di sicurezza, in seguito successivamente esteso per servire un crescente numero di relazioni.
Nel 2009 CFI rappresentò il principale promotore della federazione FerCargo, associazione italiana di imprese ferroviarie private italiane che operano nel settore del trasporto merci e, nel 2011, dell'alleanza operativa fra alcune di esse; in tale anno CFI acquisì un contratto di trasporto dalla società di logistica SADA, che venne svolto affidando alla trazione alla allora Linea Smart Business Ways e all'allora NordCargo
. Dopo alcune corse prova svolte con la locomotiva E 189 407, nel 2010 furono avviati i primi servizi regolari , ad esempio il servizio di materiali ferrosi Terni-Civitavecchia con le allora nuove E 190. Nel 2010 CFI presentò ufficialmente la propria attività presso un hotel di Terni, utilizzando come testimonial la locomotiva 189 404 che sfoggiava il logo aziendale sulle fiancate, avviando i servizi con quattro locomotive di questo tipo a noleggio da MRCE. Tale logo fu in seguito modificato e applicato a partire dalla 189 408.
Nuovi servizi per il Salento per conto del costruttore New Holland furono attivati nel 2012; nel medesimo anno si intensificò la collaborazione con NordCargo per i servizi su Terni, confermata l'anno successivo.
Il 2013 fu la volta delle relazioni verso Venezia Marghera e La Spezia (raccordo Speter) per conto del cliente Arvedi e, anch'essa per il trasporto di materiali siderurgici, da Cava Tigozzi per Gallarate in collaborazione con Hupac, effettuato con le nuove locomotive "Taurus" 190 di proprietà. In collaborazione con Rail Cargo Italia era inoltre curato un collegamento Tarvisio-Marcianise, rilevato poi da Trenitalia all'inizio del 2014. Un altro servizio ormai consolidato risultava il trasporto di trattori fra Surbo e Castelguelfo, mentre venne avviato un nuovo collegamento Maddaloni - Gioia Tauro per conto di Sogemar e un Terni - Reggio Emilia.
Nel 2014 i trasporti di lamiera da Terni, peraltro presto penalizzati dalla crisi delle Acciai Speciali Terni destinati all'area emiliana iniziarono ad essere terminalizzati presso il nuovo scalo privato di Piadena gestito dalla Torti Trasporti Pesanti e integrati dalla relazione Ravenna-Cava Tigozzi operati con una nuova locomotiva a noleggio da Siemens.
Dal 2019 l'azienda ha intrapreso l'effettuazione di tre treni a settimana di furgoni dallo stabilimento Sevel di Atessa (CH) verso lo stabilimento Mirafiori di Torino, e dal 2020 anche di alcuni treni dallo stabilimento FCA di San Nicola di Melfi (PZ), con la medesima destinazione.

## Dati societari
CFI è in possesso della licenza di impresa ferroviaria merci numero 51, rilasciata il 21 marzo 2008; il Certificato di Sicurezza per operare su rete RFI è stato rilasciato dall'Agenzia Nazionale per la Sicurezza delle Ferrovie il 29 dicembre 2009. Nell'agosto 2014, in virtù delle acquisizioni effettuate che hanno portato alla costituzione delle unità operative di Fiorenzuola e Piedimonte, l'organico aziendale raggiunse le 74 unità.
Nell'Aprile 2020 F2i Sgr e Ania (Associazione nazionale fra le imprese assicuratrici) annunciano l’acquisizione del 92.5% del capitale di Compagnia Ferroviaria Italiana S.p.A.; il restante 7,5% rimane a Giacomo Di Patrizi, socio fondatore della Società che rimane in carica come amministratore delegato. Compagnia Ferroviaria Italiana è il principale operatore indipendente nel trasporto merci ferroviario in Italia e il terzo per fatturato assoluto, con ricavi annuali di circa 64 milioni di euro. Il mercato del Paese è dominato da Mercitalia (52%) e Captrain Italia (controllata delle ferrovie francesi SNCF).

### La flotta

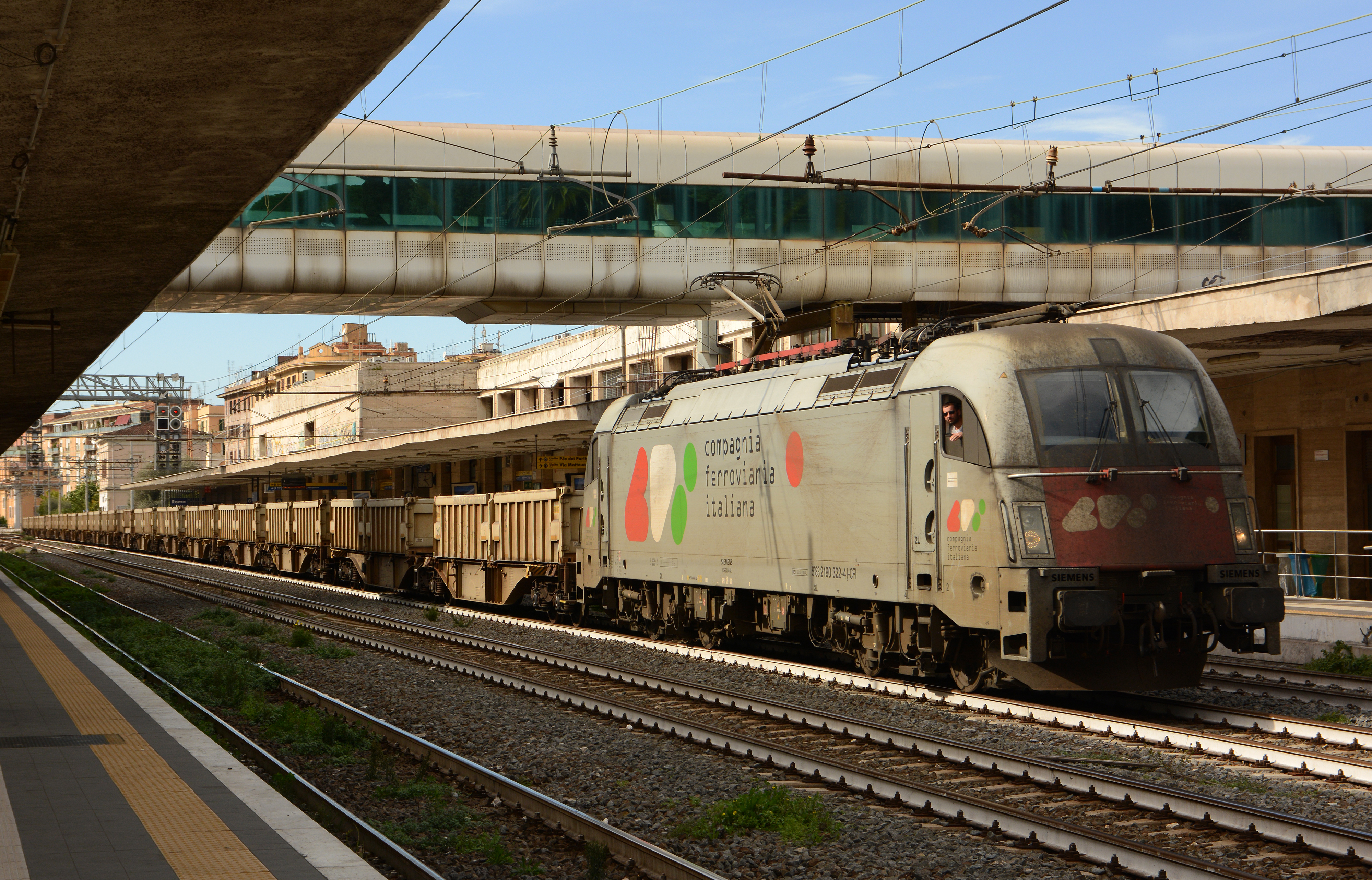
La E190 322 in livrea CFI

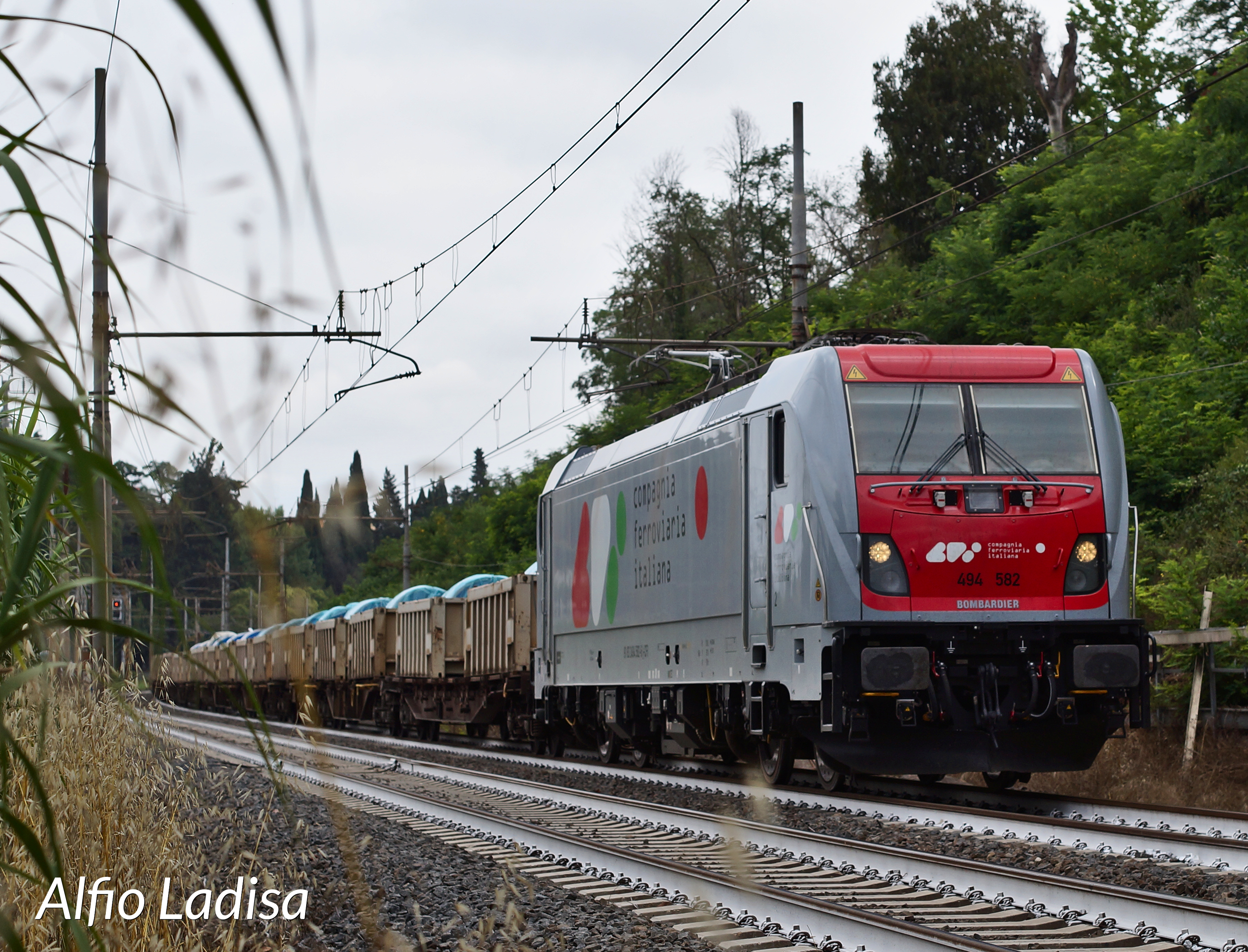
E.494.582 di CFI

La flotta era composta all'inizio da otto locomotive elettriche Siemens ES 64 F4 noleggiate da MRCE, le prime quattro delle quali, classificate E.189 406-409, furono utilizzate per l'avvio dei primi servizi, e due E 190 di proprietà (E.190 321-322) acquistate nel 2011 con un investimento di circa 8 milioni di Euro e dotate della livrea aziendale.
Nel 2014 sono state ordinate due locomotive Siemens Vectron del tipo a corrente continua dotate, prima applicazione di tale tipo, del modulo Diesel supplementare per le manovre su tratte prive di alimentazione elettrica. Tali locomotive, in prima fase prive di tale modulo, sono state consegnate nella seconda metà del medesimo anno con la numerazione E.191 011-012. In attesa di tali unità, è stata noleggiata direttamente dal costruttore la locomotiva Br.189.823. Nel 2017 sono state consegnate le altre due Siemens Vectron con numerazione E191 009-010.
CFI dispone anche di 3 Re.474 (numerazione Re.474.101-103, dapprima di RailOne) e di 5 E.494 (unità 211-213, 581 e 582), di cui le unità 581 e 582 sono provviste anche di modulo Last Mile.
Nel 2019 CFI ha noleggiato ulteriori E191 da MRCE, in sostituzione delle ES 64 F4, con numerazione E191 023-041.
Per l'immatricolazione in Italia di tali locomotive sono state condotte nel corso del 2014 prove con l'esemplare 001, di proprietà Siemens, immatricolato a tal fine nel parco InRail.
Per le manovre ferroviarie CFI dispone la locomotiva Henschel 31298 distaccata a Lecce e la FIAT-Asgen presente a Piedimonte San Germano.
Fra il materiale rimorchiato si distinguono di 60 carri che venivano utilizzate per i traffici Terni-Civitavecchia, costituiti da carri a noleggio da AAE per il trasporto di speciali container adatti all'alloggiamento di lamiere in rotoli.